# Homoeocera toulgoeti
Homoeocera toulgoeti är en fjärilsart som beskrevs av Lesieur 1984. Homoeocera toulgoeti ingår i släktet Homoeocera och familjen björnspinnare. Inga underarter finns listade i Catalogue of Life.